# Stanowoigebirge

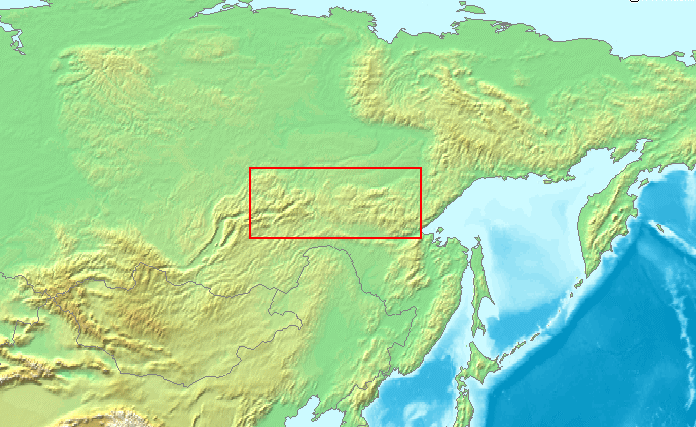
Lage des Stanowoigebirges

Das Stanowoigebirge, auch Stanowojgebirge (russisch Становой хребет, wiss. Transliteration Stanovoj chrebet) in Sibirien (Russland, Asien) ist ein bis 2412 m hoch aufragendes Hochgebirge der Südsibirischen Gebirge. Es befindet sich im Föderationskreis Russisch-Fernost. Etwa 670 km westnordwestlich liegt das Stanowoihochland.

## Geographische Lage
Das Stanowoigebirge befindet sich in den Südsibirischen Gebirgen auf der südlichen Grenze der Republik Sacha (Jakutien) zur Oblast Amur. Es erhebt sich etwa 570 km südlich des Lena-Knies. Das Gebirge, in dem der Fluss Aldan entspringt, wird im Norden größtenteils vom Aldanhochland begrenzt. Im Südosten geht es über eine bis 2020 m hohe Verbindungsbergkette und über das Tal der Seja, in dem sich unter anderem die Seja-Talsperre und die Stadt Seja befinden, in das Dschagdygebirge und im Südwesten in das Tukuringragebirge über. Das Gebirge ist etwa 700 km lang, maximal 180 km breit und zwischen 1500 und 2000 m hoch. Durch das Gebirge verläuft ein Teil der Wasserscheide zwischen Nordpolarmeer und Pazifik.

## Geschichte
Bis zum Jahre 1858 verlief die Grenze zwischen Russland und China auf dem Kamm des Gebirges, das von den Chinesen bis heute "Äußeres Hinggan-Gebirge" (外兴安岭 Wai Xing'an Ling) genannt wird.

## Verkehr
Die Eisenbahnstrecke Amur-Jakutischen Magistrale (AJAM) durchquert das Stanowoigebirge im mittleren Teil, nördlich Tynda, mit einem kurvenreichen Trassenabschnitt, wobei die Passhöhe bei etwa 1040 m vom 1300 m langen Nagorny-Tunnel als Scheiteltunnel überwunden wird. Die Fernstraße nach Jakutsk, die A360, überquert den Hauptkamm des Gebirges.